# 2005 na ciência

## Mortes
| Data | Nome | Profissão | Nacionalidade | Observações | Ref |
| ---- | ---- | --------- | ------------- | ----------- | --- |

## Prémios

### Prémio Fermat
- Pierre Colmez[1] e Jean-François Le Gall[1]